# Salish Sea
Salish Sea – morze wewnętrzne na Wybrzeżu Północno-Zachodnim Ameryki Północnej, będące częścią Oceanu Spokojnego. Rozciąga się przez granicę USA-Kanada i obejmuje połączone wody Strait of Georgia, Cieśniny Juana de Fuca, Puget Sound i wysp San Juan.

## Nazwa
Nazwa morza nawiązuje do nazwy Indian Saliszów (ang. Salish), którzy zamieszkiwali ten rejon. Po raz pierwszy zaproponowano ją w 1989 r., aby podnieść rangę całego ekosystemu transgranicznego. Parlamenty zarówno stanu Waszyngton, jak i Kolumbii Brytyjskiej oficjalnie uznały nazwę pod koniec 2009 roku.
W Kanadzie, oprócz angielskiej, oficjalną nazwą jest także jej francuskie tłumaczenie – Mer des Salish.
Morze nie ma polskiego egzonimu. Proponowane nazwy Morze Saliskie lub Morze Salish były dyskutowane na 83. posiedzeniu Komisji Standaryzacji Nazw Geograficznych, jednak nie zostały przyjęte. Głównym argumentem było to, że nie jest to faktycznie morze, a inny akwen morski, zatem nie potrzebuje polskiej nazwy.

## Ekosystem
Wybrzeże Salish Sea zamieszkuje około siedmiu-ośmiu milionów mieszkańców. W wodach morza żyje ponad 200 gatunków morskich oraz migrujących ryb, ponad 100 gatunków ptaków morskich, 26 gatunków ssaków i tysiące gatunków bezkręgowców. Spośród gatunków żyjących w ekosystemie 113 uznawanych jest za zagrożone wyginięciem. Są wśród nich między innymi orki oceaniczne (Orcinus orca), morzyki marmurkowe (Brachyramphus marmoratus) oraz niektóre znaczące ekologicznie gatunki łososia pacyficznego (Onchorynchus spp.).

## Główne porty
- Vancouver
- Bellingham
- Everett
- Seattle
- Port Angeles
- Victoria
- Nanaimo